# Droit d'étape
Le droit d'étape ou droit d'entrepôt, correspond au Moyen Âge, par exemple en Europe du Nord et en Europe de l'Ouest, au droit qu'avait une ville ou un ensemble de villes d'exiger des marchands itinérants ou gros commerçants de passage sur leurs voies de transport qu'ils entreposent dans leur ville et, en conséquence, présentent tout ou partie de leurs marchandises à la vente sur un marché dédié et spécifique, en général défini pour une période déterminée.
Ce n'est qu'ensuite que les marchands étrangers pouvaient poursuivre leurs chemins en emportant ce qu'ils n'avaient pas vendu et en payant éventuellement la taxe de sortie du marché, qui est en pratique équivalente à ce droit ancien. Dans certains cas, après négociation favorable, les marchands pouvaient ou bien se libérer de l'obligation en acquittant directement une taxe calculée selon le type de marchandise et leur importance en valeur et en volume ou bien parfois être exemptés s'ils laissaient dans la ville une fraction de leurs fret, soumis à la loi du marché local.
À ce droit d'étape, les villes, idéalement situées, pouvaient ajouter l'obligation de décharger ou débarder les marchandises foraines des chariots ou des bateaux qui les avaient apportées et de louer un moyen de transport dans la ville traversée pour la suite de leur voyage ou pérégrination.

## Dénominations anciennes et modernes
Le droit d'étape est une variante légale du droit de vente antique, en latin Ius emporii, en fait, « droit de marché » au sens de « droit de vente », sur les marchés urbains, comme sur les marchés monopolistiques des cités antiques gréco-romaines.
Dans l'ancien monde romano-germanique, ce droit perpétué se nomme Stapelrecht. Le mot allemand désignant le marché ou la place spécifiquement réservée à ce marché était simplement Stapelplatz (de) alors que Stappelware indiquait et indique encore l'entrepôt, le dépôt ou le magasin.
Le verbe transitif allemand stappeln rappelle encore les diverses activités de manutention associées à l'étape quasi-imposée, par ces deux significations actuelles soit "emmagasiner, stocker" soit "empiler, entasser (en vrac)". En haut allemand moderne, Stapelplatz ne désigne plus seulement qu'un simple dépôt, un entrepôt, un lieu de stockage.

## Exemples
Un des plus anciens droits d'étape attestés par les archives est accordé en 1247 par le duc Othon Ier de Brunswick à la ville de Münden. Il reste en vigueur jusqu'en 1824.
Le 7 mai 1259, Konrad von Hochstaden, archevêque de Cologne, l'accorde à sa bonne ville de Cologne. Toutes les marchandises, surtout celles transportées sur le fleuve Rhin, doivent rester en ville et être proposées à la vente aux citoyens durant trois jours.
De nombreuses autres villes occupant une position stratégique sur les routes commerciales bénéficient du droit d'étape : Mayence, Francfort sur le Main, Heilbronn, Neuss, Minden, Francfort-sur-l'Oder, Görlitz (1339), Berlin, Magdebourg, Itzehoe (1260), Mulhouse, Vienne (1221), ainsi que Lübeck, Hambourg, Rostock, Stade (1259), Gand, Lunebourg (1392), Brême et Zwolle (1438).
Les marchands n'avaient pas la possibilité d'effectuer un détour pour éviter les villes concernées : en 1507, Maximilien Ier accorde à Leipzig un rayon de 15 milles (à peu près 115 kilomètres) pour l'application de son droit d'étape.
Au XVIe siècle, la ville de Condé-sur-l'Escaut disposait d'une "francque estaple", d'un port situé au bord de l'Escaut et de la Haine, où s'appliquait le droit d'étape en imposant une rupture de charge des marchandises et leur transbordement sur les bateaux de Condé.
Cette obligation empêchait donc le commerce de denrées périssables sur de longues distances, particulièrement celui des produits du lait, des viandes et du poisson, mais ce n'est qu'en théorie, les denrées de conserve étant généralement élaborées ou détaillées par le viandier n'en étaient pas.
L'abolition du droit d'étape est en partie l'application des décisions du Congrès de Vienne de 1815, entérinant de manière non explicite les gouvernances libérales pendant l'occupation française sous la pression des autorités britanniques : il disparaît au fil de réglementations du trafic fluvial sur l'Elbe (1821), la Weser (1823), sur le Rhin (1831), et par la mise en place de l'union douanière allemande en 1834.

## Perception
Joseph Schumpeter distingue, dans son Histoire de l'analyse économique, trois stades de la pratique du droit d'étape :
1. Des marchands organisés en coopérative (comme les marchands aventuriers) installent leur siège dans certaines villes ;
2. Les marchands de passage sont contraints par les villes de vendre leurs produits sur place et sont soumis à des conditions de vente qui sont à l'avantage des villes. À partir du XIIIe siècle, la pratique se répand en Italie (à Gênes, à Venise) et dans toute l'Europe jusqu'en Russie et en Angleterre (Ordinance of the Staple (en) d'Édouard III) ;
3. Il se développe donc une pratique qui canalise à dessein le commerce international, pour le bien véritable ou supposé de la ville ou du pays, et qui vise à nuire aux pays étrangers (les Actes de navigation en 1660, et les Stapel Acts de 1663). Ce système devient ensuite, peu à peu, du protectionnisme au sens moderne du terme[6].